# Carl Reissigl
Carl Reissigl (* 14. Jänner 1925 in Innsbruck; † 3. Mai 2023) war ein österreichischer Politiker der Tiroler Volkspartei. Von 1989 bis 1994 war er Präsident des Tiroler Landtags.

## Leben
Carl Reissigl begann nach der Matura ein Studium der Rechtswissenschaften an der Universität Innsbruck, das er – unterbrochen durch den Frontdienst als Leutnant und Flugzeugführer – 1948 mit der Promotion zum Doktor der Rechte abschloss.
Während des Studiums trat er in den Familienbetrieb ein, wo er für die Bereiche Getreide, Lebensmittel- und Futtermittelgroßhandel zuständig war und später geschäftsführender Gesellschafter wurde. 1968 gründete er ein eigenes Unternehmen, mit dem er medizinische Produkte an österreichische Krankenhäuser vertrieb.
1965 begann er als Kammerfunktionär in der Sektion Handel, deren Obmann er 1970 wurde. 1984 wurde zum Präsidenten der Tiroler Handelskammer gewählt, diese Funktion übte bis 1989 aus.
Von 1977 bis 1979 gehörte er dem Gemeinderat in Innsbruck an. Nach der Landtagswahl in Tirol 1979 wurde er am Beginn der IX. Gesetzgebungsperiode als Abgeordneter zum Tiroler Landtag angelobt, wo er von 1979 bis 1989 dem Wirtschaftsausschuss, dem Sozialausschuss sowie dem Kunst- und Kulturausschuss angehörte. Am 4. April 1989 wurde er als Nachfolger von Josef Thoman zum Präsidenten des Tiroler Landtag gewählt. Nach der Landtagswahl 1994 schied er mit Ende der XI. Gesetzgebungsperiode aus dem Landtag aus. Als Landtagspräsident folgte ihm Helmut Mader nach.
Reissigl starb im Mai 2023 im Alter von 98 Jahren.